# ディミトリ・ザルゼウスキ
ディミトリ・ザルゼウスキ（Dimitri Szarzewski、1983年1月26日-）はフランス、ナルボンヌ（オード県）出身のラグビー選手。フッカーとして、フランス代表とスタッド・フランセ・パリでプレーした。
現在はラシン92に所属している。

## 人物
ベジエでユース時代を過ごした後、デビュー。2004年の夏、フランス代表監督であるベルナール・ラポルトに招集されて、北アメリカ遠征に参加。カナダ戦で代表デビューを飾る。
2005年の夏に、代表の南半球遠征に参加。オーストラリアとのテストマッチに出場した。
2005年のシーズン初め、その前のシーズンの終わりに二部へ降格したベジエを出て、一部リーグ Top14でプレーするためにスタッド・フランセに移ることを希望し、シーズン途中でパリへ移籍する。

## キャリア

### クラブ
- 2002-2005 ASベジエ
- 2005-2012 スタッド・フランセ・パリ
- 2012-     ラシン・メトロ92

### フランス代表
2004年7月10日のカナダ戦で初キャップ。

## タイトル

### クラブ
- Top14優勝：2007。

### フランス代表
- 22セレクション。
- 年ごとのセレクション：1(2004), 4(2005), 8(2006), 9(2007)。
- 2006年、シックス・ネイションズ優勝。
- ラグビー・ワールドカップ
  - ラグビーワールドカップ2007では6試合出場：アルゼンチン、ナミビア、アイルランド、ジョージア（グルジア）、ニュージーランド、イングランド。

### その他のセレクション
- フランスA代表：2004-2005年シーズンに2セレクション（イングランドA代表、イタリアA代表）。1トライ。キャプテン1回。
- フランスU-21代表
  - イギリスで開催された2003年のワールドカップに参加。
  - 2003-2004年シーズンに4セレクション（イタリア、ウェールズ、スコットランド、イングランド）。1トライ。
- フランスU-19代表：2002年のワールドカップで準優勝。
- フランスU-18代表